# Списак знаменитих места у Србији
Следи списак знаменитих места у Србији.
| ИД    | Слика | Назив                                                                           | Адреса | Градска општина | Место                | Општина           | Надлежни завод |
| ----- | ----- | ------------------------------------------------------------------------------- | --- | --------------- | -------------------- | ----------------- | -------------- |
| ЗМ 1  |       | Споменик и гробље ослободилаца Београда 1806. године                            | Карађорђев парк 44° 47′ 44″ С; 20° 27′ 57″ И / 44.795632° С; 20.465711° И                                                                                     | Врачар          | Београд              | Београд           | БЕОГРАД        |
| ЗМ 2  |       | Бојчинска шума                                                                  | Бојчинска шума 44° 43′ 36″ С; 20° 09′ 45″ И / 44.726674° С; 20.162401° И                                                                                      | Сурчин — Земун  | Прогар               | Београд           | БЕОГРАД        |
| ЗМ 3  |       | Место предаје кључева 1867. године на Калемегдану                               | Калемегдан, с десне стране од главног улаза 44° 49′ 13″ С; 20° 27′ 10″ И / 44.820412° С; 20.452750° И                                                         | Стари град      | Београд              | Београд           | БЕОГРАД        |
| ЗМ 4  |       | Место читања хатишерифа из 1830. године на Ташмајдану                           | Ташмајдан, уз цркву Св. Марка 44° 48′ 36″ С; 20° 28′ 09″ И / 44.809997° С; 20.469195° И                                                                       | Палилула        | Београд              | Београд           | БЕОГРАД        |
| ЗМ 5  |       | Шанчеви на Иванковцу                                                            | брдо Иванковац, десна обала Велике Мораве 43° 58′ 17″ С; 21° 26′ 04″ И / 43.971492° С; 21.434573° И                                                           |                 | Иванковац            | Ћуприја           | КРАГУЈЕВАЦ     |
| ЗМ 6  |       | Споменички комплекс Бела Црква                                                  | зграде бивше кафане, општине, школе и цркве44° 21′ 56″ С; 19° 21′ 49″ И / 44.365511° С; 19.363693° И                                                          |                 | Бела Црква           | Крупањ            | ВАЉЕВО         |
| ЗМ 7  |       | Споменик и спомен парк Бубањ                                                    | Војводе Путника 43° 18′ 17″ С; 21° 52′ 21″ И / 43.304741° С; 21.872513° И                                                                                     |                 | Ниш                  | Ниш               | НИШ            |
| ЗМ 8  |       | Шанчеви из Првог српског устанка                                                | Тимошенкова улица 43° 36′ 50″ С; 21° 35′ 04″ И / 43.613763° С; 21.584401° И                                                                                   |                 | Делиград             | Алексинац         | НИШ            |
| ЗМ 9  |       | Спомен парк „Крагујевачки октобар“ у Шумарицама                                 | Шумарице 44° 01′ 19″ С; 20° 53′ 05″ И / 44.021829° С; 20.884688° И                                                                                            |                 | Крагујевац           | Крагујевац        | КРАГУЈЕВАЦ     |
| ЗМ 10 |       | Мијајлова јама                                                                  | Сењски рудник 43° 59′ 44″ С; 21° 34′ 09″ И / 43.995624° С; 21.569188° И                                                                                       |                 | Сењски Рудник        | Деспотовац        | КРАГУЈЕВАЦ     |
| ЗМ 11 |       | Спомен дом и Спомен музеј на Стеванским ливадама                                | Стеванске ливаде, подножје Дели Јована 44° 11′ 22″ С; 22° 16′ 26″ И / 44.189344° С; 22.273986° И                                                              |                 | Сиколе               | Неготин           | НИШ            |
| ЗМ 12 |       | Спомен-парк Краљевачки октобар                                                  | Индустријска 43° 43′ 49″ С; 20° 41′ 31″ И / 43.730236° С; 20.691816° И                                                                                        |                 | Краљево              | Краљево           | КРАЉЕВО        |
| ЗМ 13 |       | Чегар                                                                           | Чегар 43° 21′ 55″ С; 21° 56′ 34″ И / 43.365282° С; 21.942723° И                                                                                               |                 | Каменица (Ниш)       | Ниш               | НИШ            |
| ЗМ 14 |       | Шанац на брду Баурићу                                                           | брдо Баурић 44° 11′ 11″ С; 19° 26′ 20″ И / 44.186451° С; 19.438806° И                                                                                         |                 | Горња Оровица        | Љубовија          | ВАЉЕВО         |
| ЗМ 15 |       | Столице код Крупња                                                              | Столице 44° 24′ 13″ С; 19° 19′ 36″ И / 44.40348° С; 19.326668° И                                                                                              |                 | Брштица              | Крупањ            | ВАЉЕВО         |
| ЗМ 16 |       | Марићевића јаруга                                                               | Орашац бб 44° 19′ 58″ С; 20° 35′ 07″ И / 44.332743° С; 20.585343° И                                                                                           |                 | Орашац (Аранђеловац) | Аранђеловац       | КРАГУЈЕВАЦ     |
| ЗМ 17 |       | Спомен парк Јајинци                                                             | Булевар ЈНА бб 44° 43′ 55″ С; 20° 29′ 08″ И / 44.731888° С; 20.485511° И                                                                                      |                 | Јајинци              | Раковица          | БЕОГРАД        |
| ЗМ 18 |       | Меморијални комплекс „Бошко Буха“                                               | 12 km аутопута Пријепоље — Пљевља 43° 20′ 43″ С; 19° 30′ 14″ И / 43.345139° С; 19.503779° И                                                                   |                 | Јабука               | Пријепоље         | КРАЉЕВО        |
| ЗМ 19 |       | Меморијални комплекс „Таковски грм“                                             | 44° 02′ 38″ С; 20° 23′ 19″ И / 44.043874° С; 20.388646° И |                 | Таково               | Горњи Милановац   | КРАЉЕВО        |
| ЗМ 20 |       | Меморијални комплекс „Слободиште“ у Крушевцу                                    | Бруски пут бб 43° 33′ 46″ С; 21° 19′ 56″ И / 43.562777° С; 21.332166° И                                                                                       |                 | Крушевац             | Крушевац          | КРАЉЕВО        |
| ЗМ 21 |       | Радовањски Луг                                                                  | Радовање бб 44° 17′ 36″ С; 21° 01′ 40″ И / 44.293355° С; 21.02787° И                                                                                          |                 | Радовање             | Велика Плана      | СМЕДЕРЕВО      |
| ЗМ 22 |       | Спомен парк „Чачалица“                                                          | Парк између улица Моше Пијаде и Слободарске 44° 36′ 49″ С; 21° 12′ 04″ И / 44.613621° С; 21.20111° И                                                          |                 | Пожаревац            | Пожаревац         | СМЕДЕРЕВО      |
| ЗМ 23 |       | Јеврејско гробље на Лединама                                                    | Троструки Сурдук, Ледине 44° 48′ 17″ С; 20° 20′ 48″ И / 44.804752° С; 20.346615° И                                                                            | Нови Београд    | Београд              | Београд           | БЕОГРАД        |
| ЗМ 24 |       | Спомен-гробље на Бежанијској коси                                               | Мустафе Голубића 4 44° 48′ 37″ С; 20° 22′ 20″ И / 44.81034° С; 20.372225° И                                                                                   | Нови Београд    | Београд              | Београд           | БЕОГРАД        |
| ЗМ 25 |       | Старо војно гробље на Делијском Вису                                            | Милунке Савић бб 43° 18′ 27″ С; 21° 55′ 42″ И / 43.307489° С; 21.9284° И                                                                                      |                 | Делијски Вис         | Ниш               | НИШ            |
| ЗМ 26 |       | Место закључења Карловачког мира 1699. године                                   | Карловачког мира бб 45° 11′ 51″ С; 19° 56′ 27″ И / 45.197487° С; 19.940892° И                                                                                 |                 | Сремски Карловци     | Сремски Карловци  | ПОКР. Н. САД   |
| ЗМ 27 |       | Место битке код Сланкамена 1691. године                                         | брдо Михољац 45° 09′ 10″ С; 20° 13′ 12″ И / 45.152816° С; 20.219917° И                                                                                        |                 | Стари Сланкамен      | Инђија            | С. МИТРОВИЦА   |
| ЗМ 28 |       | Место битке код Петроварадина 1716. године                                      | Буковац бб 45° 12′ 39″ С; 19° 53′ 54″ И / 45.210768° С; 19.898349° И                                                                                          |                 | Нови Сад             | Нови Сад          | ОПШ. Н. САД    |
| ЗМ 29 |       | Бивши фашистички затвор тзв. „Хотел Мило”                                       | 45° 37′ 17″ С; 20° 02′ 18″ И / 45.6213073° С; 20.0382153° И                                                                                                   |                 | Бечеј                | Бечеј             | ПОКР. Н. САД   |
| ЗМ 30 |       | Споменик Жртвама Рације у Новом Саду                                            | Сунчани кеј 45° 15′ 08″ С; 19° 51′ 22″ И / 45.252191° С; 19.856023° И                                                                                         |                 | Нови Сад             | Нови Сад          | ОПШ. Н. САД    |
| ЗМ 31 |       | Гроб Бранка Радичевића на Стражилову                                            | Стражилово 45° 10′ 01″ С; 19° 54′ 50″ И / 45.166963° С; 19.913899° И                                                                                          |                 | Сремски Карловци     | Сремски Карловци  | ПОКР. Н. САД   |
| ЗМ 32 |       | Партизанска база „Центар” у Врбасу                                              | Миливоја Чобанског 137 45° 34′ 16″ С; 19° 39′ 44″ И / 45.571087° С; 19.662137° И                                                                              |                 | Врбас                | Врбас             | ПОКР. Н. САД   |
| ЗМ 33 |       | Зграда бившег логора у Зрењанину                                                | Цара Душана 149 45° 23′ 19″ С; 20° 23′ 29″ И / 45.388693° С; 20.391397° И                                                                                     |                 | Зрењанин             | Зрењанин          | ЗРЕЊАНИН       |
| ЗМ 34 |       | Спомен-комплекс Црна Ћуприја                                                    | на 10 km од Жабља, ка Тиси 45° 23′ 15″ С; 20° 09′ 59″ И / 45.387638° С; 20.166326° И                                                                          |                 | Жабаљ                | Жабаљ             | ПОКР. Н. САД   |
| ЗМ 35 |       | Место Батинске битке                                                            | на обали Дунава код Бездана, Батинско брдо45° 51′ 03″ С; 18° 51′ 38″ И / 45.850849° С; 18.860586° И                                                           |                 | Бездан               | Сомбор            | ПОКР. Н. САД   |
| ЗМ 36 |       | Поље Легет                                                                      | поље Легет 44° 55′ 40″ С; 19° 40′ 25″ И / 44.927778° С; 19.673611° И                                                                                          |                 | Шашинци              | Сремска Митровица | С. МИТРОВИЦА   |
| ЗМ 37 |       | Спомен гробље у Сремској Митровици                                              | Жртава фашизма бб 44° 58′ 36″ С; 19° 36′ 01″ И / 44.976614° С; 19.60014° И                                                                                    |                 | Сремска Митровица    | Сремска Митровица | С. МИТРОВИЦА   |
| ЗМ 38 |       | Гроб и споменик Филипу Вишњићу                                                  | Сеоско гробље 44° 57′ 38″ С; 19° 17′ 57″ И / 44.960615° С; 19.299159° И                                                                                       |                 | Вишњићево            | Шид               | С. МИТРОВИЦА   |
| ЗМ 39 |       | Меморијални комплекс у Идвору                                                   | Михајла Пупина 57а 45° 11′ 27″ С; 20° 30′ 48″ И / 45.190914° С; 20.513288° И                                                                                  |                 | Идвор                | Ковачица          | ПАНЧЕВО        |
| ЗМ 40 |       | Знаменито место Бранковина                                                      | 11 km од Ваљева, на путу за Шабац 44° 21′ 16″ С; 19° 53′ 43″ И / 44.354503° С; 19.895371° И                                                                   |                 | Бранковина           | Ваљево            | ВАЉЕВО         |
| ЗМ 41 |       | Спомен комплекс „Сремски фронт“ код Адашеваца                                   | лева обала реке Босут, атар села Адашевци 45° 02′ 59″ С; 19° 10′ 55″ И / 45.049816° С; 19.182080° И                                                           |                 | Адашевци             | Шид               | С. МИТРОВИЦА   |
| ЗМ 42 |       | Меморијални комплекс и споменик на Љубићу                                       | Драгослава Бојића 43° 54′ 50″ С; 20° 22′ 02″ И / 43.913812° С; 20.367203° И                                                                                   |                 | Љубић (Чачак)        | Чачак             | КРАЉЕВО        |
| ЗМ 43 |       | Место Варваринске битке и споменик грофу Орурку                                 | ушће Западне и Јужне Мораве 43° 41′ 56″ С; 21° 24′ 02″ И / 43.698891° С; 21.400445° И                                                                         |                 | Варварин             | Варварин          | КРАЉЕВО        |
| ЗМ 44 |       | Споменик мајору Илићу на Јавору                                                 | Јавор 43° 26′ 25″ С; 20° 03′ 57″ И / 43.440394° С; 20.065703° И                                                                                               |                 | Кушићи               | Ивањица           | КРАЉЕВО        |
| ЗМ 45 |       | Споменик изгинулим члановима породице Јовичић                                   | између Врдника и Јаска45° 06′ 00″ С; 19° 46′ 00″ И / 45.1° С; 19.766667° И                                                                                    |                 | Јазак                | Ириг              | С. МИТРОВИЦА   |
| ЗМ 46 |       | Споменик куги „Кипови”                                                          | магистрални пут М-21, између Ирига и Руме 45° 02′ 29″ С; 19° 50′ 22″ И / 45.041326° С; 19.839463° И                                                           |                 | Ириг                 | Ириг              | С. МИТРОВИЦА   |
| ЗМ 47 |       | Споменик НОБ-а (светионик) на Дунаву                                            | обала Дунава, Дунавска улица 45° 04′ 20″ С; 20° 19′ 48″ И / 45.072247° С; 20.330003° И                                                                        |                 | Сурдук               | Стара Пазова      | С. МИТРОВИЦА   |
| ЗМ 48 |       | Спомен обележје „Мост размене”                                                  | на путу Рума-Стејановци 45° 02′ 14″ С; 19° 44′ 19″ И / 45.037342° С; 19.738525° И                                                                             |                 | Рума                 | Рума              | С. МИТРОВИЦА   |
| ЗМ 49 |       | Споменик Револуције у Руми                                                      | Градски трг 45° 00′ 32″ С; 19° 49′ 20″ И / 45.008775° С; 19.822278° И                                                                                         |                 | Рума                 | Рума              | С. МИТРОВИЦА   |
| ЗМ 50 |       | Спомен чесма у Јарку                                                            | на раскрсници путева Рума-Шабац-Сремска Митровица (раскрсница Моше Пијаде, Гробљанске и Нове улице) 44° 54′ 45″ С; 19° 45′ 53″ И / 44.912405° С; 19.764691° И |                 | Јарак                | Сремска Митровица | С. МИТРОВИЦА   |
| ЗМ 51 |       | Споменик Јанку Чмелику                                                          | градски парк у Старој Пазови 44° 58′ 59″ С; 20° 09′ 33″ И / 44.983093° С; 20.159129° И                                                                        |                 | Стара Пазова         | Стара Пазова      | С. МИТРОВИЦА   |
| ЗМ 52 |       | Споменик Подунавском партизанском одреду у Инђији                               | Центар града, угао улица Краља Петра и Цара Душана 45° 02′ 53″ С; 20° 04′ 49″ И / 45.048007° С; 20.080269° И                                                  |                 | Инђија               | Инђија            | С. МИТРОВИЦА   |
| ЗМ 53 |       | Споменик Петру Кранчевићу                                                       | Старо српско гробље у Сремској Митровици 44° 58′ 33″ С; 19° 35′ 56″ И / 44.975823° С; 19.599025° И                                                            |                 | Сремска Митровица    | Сремска Митровица | С. МИТРОВИЦА   |
| ЗМ 54 |       | Комплекс „Калварија” на Римокатоличком гробљу у Сремској Митровици              | Римокатоличко гробље 44° 58′ 15″ С; 19° 37′ 20″ И / 44.970829° С; 19.622179° И                                                                                |                 | Сремска Митровица    | Сремска Митровица | С. МИТРОВИЦА   |
| ЗМ 55 |       | Надгробни споменици у порти Српске православне цркве Св. Вазнесења у Руми       | Станка Пауновић Вељка 45° 00′ 20″ С; 19° 49′ 40″ И / 45.005472° С; 19.827835° И                                                                               |                 | Рума                 | Рума              | С. МИТРОВИЦА   |
| ЗМ 56 |       | Спомен простор „Калакача”                                                       | обала Дунава, 4 km североисточно од Бешке 45° 10′ 02″ С; 20° 04′ 46″ И / 45.167096° С; 20.079516° И                                                           |                 | Крчедин              | Инђија            | С. МИТРОВИЦА   |
| ЗМ 57 |       | Споменик палим борцима и жртвама фашистичког терора у Чортановцима              | угао улица Маршала Тита и Радмиле Васиљевић Мале 45° 09′ 17″ С; 20° 01′ 09″ И / 45.154604° С; 20.019136° И                                                    |                 | Чортановци           | Инђија            | С. МИТРОВИЦА   |
| ЗМ 58 |       | Спомен обележје палим борцима и жртвама фашистичког терора                      | Српско православно гробље (раније у холу библиотеке „Ђ. Натошевић”) 45° 03′ 09″ С; 20° 04′ 15″ И / 45.052575° С; 20.07082° И                                  |                 | Инђија               | Инђија            | С. МИТРОВИЦА   |
| ЗМ 59 |       | Спомен биста народном хероју Влади Обрадовићу-Каменом у Ашањи                   | центар села 44° 45′ 19″ С; 20° 04′ 34″ И / 44.755347° С; 20.076138° И                                                                                         |                 | Ашања                | Пећинци           | С. МИТРОВИЦА   |
| ЗМ 60 |       | Спомен-костурница на Церу                                                       | 44° 33′ 17″ С; 19° 31′ 40″ И / 44.554592° С; 19.527909° И |                 | Текериш              | Лозница           | ВАЉЕВО         |
| ЗМ 61 |       | Спомен кућа Вука Стефановића Караџића у Тршићу                                  | 44° 29′ 46″ С; 19° 16′ 12″ И / 44.496107° С; 19.270062° И |                 | Тршић (Лозница)      | Лозница           | ВАЉЕВО         |
| ЗМ 62 |       | Споменик палим борцима                                                          | Трг жртава фашизма 46° 05′ 57″ С; 19° 39′ 33″ И / 46.099189° С; 19.659256° И                                                                                  |                 | Суботица             | Суботица          | СУБОТИЦА       |
| ЗМ 63 |       | Надгробни споменик др Бабијан Малагурски                                        | Бајско гробље, Бајски виногради 26, парцела III-3, 1a 46° 05′ 37″ С; 19° 38′ 41″ И / 46.09371° С; 19.644748° И                                                |                 | Суботица             | Суботица          | СУБОТИЦА       |
| ЗМ 64 |       | Гробница сликара Беле Фаркаша                                                   | Гробље, Ловачка бб 46° 06′ 48″ С; 19° 45′ 34″ И / 46.113245° С; 19.759383° И                                                                                  |                 | Палић                | Суботица          | СУБОТИЦА       |
| ЗМ 65 |       | Гробница Лањи Ернеа                                                             | Бајско гробље, Бајски виногради 26 46° 05′ 37″ С; 19° 38′ 41″ И / 46.09371° С; 19.644748° И                                                                   |                 | Палић                | Суботица          | СУБОТИЦА       |
| ЗМ 66 |       | Део Српског православног гробља са 51 спомеником                                | Српско православно гробље, Улица ослобођења бб 45° 17′ 42″ С; 19° 43′ 58″ И / 45.295058° С; 19.73284° И                                                       |                 | Руменка              | Нови Сад          | ОПШ. Н. САД    |
| ЗМ 67 |       | Спомен гробље из Првог светског рата                                            | Петроварадинска бб 44° 15′ 44″ С; 19° 54′ 27″ И / 44.262097° С; 19.907483° И                                                                                  |                 | Ваљево               | Ваљево            | ВАЉЕВО         |
| ЗМ 68 |       | Споменик на Бранковинском вису                                                  | Бранковински вис 44° 21′ 16″ С; 19° 53′ 43″ И / 44.354503° С; 19.895371° И                                                                                    |                 | Бранковина           | Ваљево            | ВАЉЕВО         |
| ЗМ 69 |       | Споменик на Гучеву                                                              | Гучево 44° 29′ 23″ С; 19° 10′ 30″ И / 44.489832° С; 19.175132° И                                                                                              |                 | Бања Ковиљача        | Лозница           | ВАЉЕВО         |
| ЗМ 70 |       | Споменик на Мишару код Шапца                                                    | Карађорђева бб 44° 43′ 55″ С; 19° 45′ 32″ И / 44.732025° С; 19.758803° И                                                                                      |                 | Мишар                | Шабац             | ВАЉЕВО         |
| ЗМ 71 |       | Јеврејско гробље у Нишу                                                         | Мраморска бб 43° 19′ 22″ С; 21° 52′ 41″ И / 43.322778° С; 21.878056° И                                                                                        |                 | Ниш                  | Ниш               | НИШ            |
| ЗМ 72 |       | Парк пријатељства                                                               | Између Булевара Николе Тесле и Ушћа 44° 49′ 11″ С; 20° 26′ 12″ И / 44.819655° С; 20.436609° И                                                                 | Нови Београд    |                      | Нови Београд      | БЕОГРАД        |
| ЗМ 73 |       | Спомен-комплекс Стратиште                                                       | Пут Панчево—Јабука 44° 55′ 44″ С; 20° 38′ 01″ И / 44.9287600500568° С; 20.633677967064916° И                                                                  |                 | Панчево              | Град Панчево      | ПАНЧЕВО        |
| ЗМ 76 |       | Војничко гробље у Ковину                                                        | Градско гробље у Ковину 44° 45′ 19″ С; 20° 58′ 22″ И / 44.75537834727267° С; 20.972765188490403° И                                                            |                 | Ковин                | Општина Ковин     | ПАНЧЕВО        |
| ЗМ 77 |       | Споменички простор са спомен плочом стрељаним припадницима НОР-а на Каца камену | 43° 16′ 54″ С; 22° 50′ 41″ И / 43.28155289215611° С; 22.844728839145347° И                                                                                    |                 | Дојкинци             | Пирот             | НИШ            |
| ЗМ 78 |       | Родна кућа Владислава Петковића Диса у Заблаћу                                  | 43° 50′ 26″ С; 20° 26′ 12″ И / 43.84061566647087° С; 20.436565499395456° И                                                                                    |                 | Заблаће              | Чачак             | КРАЉЕВО        |
| ЗМ 79 |       | Спомен парк Попина у Штулцу                                                     | 43° 37′ 48″ С; 20° 57′ 29″ И / 43.63011182114407° С; 20.958177240139644° И                                                                                    |                 | Штулац               | Врњачка Бања      | КРАЉЕВО        |
| ЗМ 80 |       | Спомен гробље жртвама бугарског терора у Бојнику                                | Ул. Зеле Вељковића 18а 43° 00′ 53″ С; 21° 43′ 27″ И / 43.01458624932929° С; 21.724280520626568° И                                                             |                 | Бојник               | Бојник            | НИШ            |
| ЗМ 81 |       | Дубока долина у Сурдулици                                                       | 42° 41′ 48″ С; 22° 09′ 50″ И / 42.69660150180307° С; 22.164020868472722° И                                                                                    |                 | Сурдулица            | Сурдулица         | НИШ            |